# Atletica leggera ai II Giochi olimpici giovanili estivi - Lancio del disco maschile
Ai II Giochi olimpici giovanili estivi, che si sono tenuti a Nanchino nel 2014, la competizione del lancio del disco maschile si è svolta il 20 (qualificazioni) e il 23  agosto (finali) presso l'Olympic Sports Centre.

## L'eccellenza mondiale
| Primatista mondiale allievo      | 77,50 m | Mykyta Nesterenko  |
| Campione olimpico giovanile 2010 | 63,94 m | Jacques Du Plessis |
| Campione mondiale allievo 2013   | 67,54 m | Matthew Denny      |

## Risultati

### Qualificazioni
| Pos. | Atleta                     | Nazionalità | 1ª prova | 2ª prova | 3ª prova | 4ª prova | Risultato | Note |
| ---- | -------------------------- | ----------- | -------- | -------- | -------- | -------- | --------- | ---- |
| 1    | Yulong Cheng               | Cina        | 59,88 m  | 59,81 m  | 58,83 m  | 58,43 m  | 59,88 m   | QA   |
| 2    | Clemens Prüfer             | Germania    | x        | 59,25 m  | 59,88 m  | 57,04 m  | 59,88 m   | QA   |
| 3    | Pavol Žencár               | Slovacchia  | x        | x        | x        | 59,64 m  | 59,64 m   | QA   |
| 4    | Ruslan Valitov             | Ucraina     | x        | 55,41 m  | 56,97 m  | 55,71 m  | 56,97 m   | QA   |
| 5    | Tyler Merkley              | Stati Uniti | x        | 56,61 m  | x        | x        | 56,61 m   | QA   |
| 6    | Yume Ando                  | Giappone    | 54,24 m  | x        | 52,93 m  | 55,87 m  | 55,87 m   | QA   |
| 7    | Stefan Mura                | Moldavia    | x        | x        | 55,57 m  | 55,27 m  | 55,57 m   | QA   |
| 8    | Andréas Thanásis           | Grecia      | 48,53 m  | x        | 55,36 m  | x        | 55,36 m   | QA   |
| 9    | Mithravarun Senthil Kumar  | India       | 54,67 m  | 51,89 m  | x        | 54,71 m  | 54,71 m   | QA   |
| 10   | Zakaria Al Ahmer           | Libia       | 54,66 m  | 50,22 m  | 50,85 m  | 54,67 m  | 54,67 m   | qB   |
| 11   | Vashon McCarty             | Giamaica    | x        | 50,20 m  | x        | 53,85 m  | 53,85 m   | qB   |
| 12   | Eoin Sheridan              | Irlanda     | 52,71 m  | x        | 53,63 m  | 51,22 m  | 53,63 m   | qB   |
| 13   | Hassan Mohamed Elshabnawry | Egitto      | 51,12 m  | 52,51    | x        | 51,87 m  | 52,51 m   | qB   |
| 14   | Maycon Bonadeo             | Brasile     | 50,57 m  | x        | 51,28 m  | 51,65 m  | 51,65 m   | qB   |
| 15   | José Miguel Ballivián      | Cile        | x        | 50,53 m  | x        | 51,40 m  | 51,40 m   | qB   |
| 16   | Josh Boateng               | Grenada     | x        | x        | 51,24 m  | 49,60 m  | 51,24 m   | qB   |
| -    | Taui Saiasi Hauma          | Tuvalu      | x        | x        | x        | x        | nm        | qB   |

Legenda:
- x = Lancio nullo;
- - = Passa il turno;
- QA = Qualificato finale A;
- QB = Qualificato finale B;
- NM = Nessun lancio valido;
- DNS = Non è sceso in pedana.

### Finale B
| Pos. | Atleta                     | Nazionalità | 1ª prova | 2ª prova | 3ª prova | 4ª prova | Risultato | Note                          |
| ---- | -------------------------- | ----------- | -------- | -------- | -------- | -------- | --------- | ----------------------------- |
| 1    | Hassan Mohamed Elshabnawry | Egitto      | x        | 56,39 m  | x        | x        | 56,39 m   |                               |
| 2    | Vashon McCarty             | Giamaica    | x        | 54,66 m  | 55,63 m  | 53,62 m  | 55,63 m   | Miglior prestazione personale |
| 3    | Maycon Bonadeo             | Brasile     | 53,02 m  | x        | 54,15 m  | 53,99 m  | 54,15 m   |                               |
| 4    | Zakaria Al Ahmer           | Libia       | 53,79 m  | x        | 51,63 m  | x        | 53,79 m   |                               |
| 5    | Eoin Sheridan              | Irlanda     | x        | 47,88 m  | x        | 51,19 m  | 51,19 m   |                               |
| 6    | José Miguel Ballivián      | Cile        | x        | 50,05 m  | x        | 50,88 m  | 50,88 m   |                               |
| 7    | Josh Boateng               | Grenada     | 48,22 m  | 49,06 m  | 48,44 m  | 50,07 m  | 50,07 m   |                               |
| 8    | Taui Saiasi Hauma          | Tuvalu      | 31,71 m  | x        | 31,26 m  | 33,45 m  | 33,45 m   |                               |

Legenda:
- x = Lancio nullo;
- - = Passa il turno;
- NM = Nessun lancio valido;
- DNS = Non è sceso in pedana.

### Finale
| Pos.    | Atleta                    | Nazionalità | 1ª prova | 2ª prova | 3ª prova | 4ª prova | Risultato | Note                          |
| ------- | ------------------------- | ----------- | -------- | -------- | -------- | -------- | --------- | ----------------------------- |
| Oro     | Yulong Cheng              | Cina        | 61,02 m  | x        | 63,05 m  | 64,14 m  | 64,14 m   | Miglior prestazione personale |
| Argento | Clemens Prüfer            | Germania    | x        | x        | 60,62 m  | 63,52 m  | 63,52 m   |                               |
| Bronzo  | Ruslan Valitov            | Ucraina     | 54,17 m  | 57,48 m  | 52,77 m  | x        | 57,48 m   | Miglior prestazione personale |
| 4       | Yume Ando                 | Giappone    | 53,57 m  | 55,31 m  | x        | 57,36 m  | 57,36 m   |                               |
| 5       | Mithravarun Senthil Kumar | India       | 57,06 m  | x        | 55,03 m  | 54,79 m  | 57,06 m   | Miglior prestazione personale |
| 6       | Andréas Thanásis          | Grecia      | 56,80 m  | 53,14 m  | 54,81 m  | x        | 56,80 m   | Miglior prestazione personale |
| 7       | Tyler Merkley             | Stati Uniti | 55,04 m  | x        | 56,27 m  | x        | 56,27 m   |                               |
| 8       | Stefan Mura               | Moldavia    | 49,81 m  | x        | x        | x        | 49,81 m   |                               |
| -       | Pavol Žencár              | Slovacchia  | x        | x        | x        | x        | NM        |                               |

Legenda:
- x = Lancio nullo;
- - = Passa il turno;
- NM = Nessun lancio valido;
- DNS = Non è sceso in pedana.